# Ursula Buffay
Pour les articles homonymes, voir Buffay.
 (novembre 2018).
Si vous disposez d'ouvrages ou d'articles de référence ou si vous connaissez des sites web de qualité traitant du thème abordé ici, merci de compléter l'article en donnant les références utiles à sa vérifiabilité et en les liant à la section « Notes et références ».
Ursula Pamela Buffay est un personnage secondaire de la série télévisée Dingue de toi (Mad About You), ainsi que l'un des personnages secondaires de la série Friends. Elle se trouve être le même personnage dans les deux séries.

## Univers partagé avec la sérieFriends
Par ailleurs, après avoir joué le personnage d'Ursula dans Dingue de toi, Lisa Kudrow a joué un personnage appelé Phoebe, sœur jumelle d'Ursula, exerçant le métier de masseuse, dans la sitcom Friends. 
On peut considérer que le personnage d'Ursula est le même dans les deux séries, Ursula faisant figure de jonction entre ces deux sitcoms dont l'action se passe à New York.
En outre, les actrices Helen Hunt et Leila Kenzle, qui jouent respectivement Jamie et Fran dans Dingue de toi, font une apparition dans l'épisode 16 de la 1re saison de Friends (Celui qui devient papa – 1re partie) : elles rencontrent Phoebe dans le Central Perk et la prennent pour Ursula (mais les noms de Jamie et Fran ne sont pas mentionnés, probablement pour des raisons légales, les deux séries n'ayant pas les mêmes producteurs).